# Яблуница (река)
Яблуница (укр. Яблуниця) — река на Украине, в рамках Тячевского района Закарпатской области. Левый приток Брустуранки (бассейн Тисы).

## Описание
Длина 13 км, площадь водосборного бассейна 61,3 км². Уклон реки 67 м / км. Река типично горная. Долина V-образная — узкая и глубокая, преимущественно залесена (кроме высокогорной части).

## Расположение
Яблуница берёт начало на юго-восток от села Лопухов, между горами Малая Куртяска и Пидпула (Свидовецкого массив). Течет сначала на юго-запад, далее — преимущественно на северо-запад, в приустьевой части — на запад. Впадает в Брустурянку в южной части села Лопухов.
- На берегах Яблуницы отсутствуют населенные пункты (за исключением нескольких хуторов Лопухова), поэтому экологическое состояние реки удовлетворительное.